# Anna Maliszewska
Anna Maliszewska (ur. 4 lipca 1993 w Zielonej Górze) – polska pięcioboistka, drużynowa mistrzyni świata (2015).

## Kariera sportowa
Jej pierwszym klubem był ZKS Drzonków, w 2013 została zawodniczką UKS Żoliborz Warszawa, a od 2020 roku reprezentuje KS Olimpia Zielona Góra. Od 2012 jest studentką Szkoły Głównej Handlowej w Warszawie.

### Osiągnięcia juniorskie i młodzieżowe
Na mistrzostwach Europy juniorów młodszych w trójboju debiutowała w 2008, zdobywając wicemistrzostwo drużynowo, w 2009 wywalczyła wicemistrzostwo Europy juniorów młodszych w trójboju w sztafecie mieszanej i brązowy medal drużynowo. Na mistrzostwach Europy juniorów w czwórboju zdobyła brązowy medal w sztafecie (2009), srebrny medal w sztafecie i brązowy medal w sztafecie mieszanej(2011). W 2010 reprezentowała Polskę na Letnich Igrzyskach Olimpijskich Młodzieży, zajmując indywidualnie 5. miejsce. Na młodzieżowych mistrzostwach świata w pięcioboju wywalczyła srebrny medal w sztafecie i brązowy medal w sztafecie mieszanej w 2012, brązowy medal drużynowo w 2013, brązowy medal indywidualnie w 2014. W 2014 została brązową medalistką młodzieżowych mistrzostw Europy w sztafecie mieszanej. Była także mistrzynią Polski juniorów młodszych (2009), juniorów (2010, 2011) i młodzieżową mistrzynią Polski (2012, 2013, 2014, 2015).

### Osiągnięcia seniorskie
Na mistrzostwach świata seniorów debiutowała w 2014, odpadając w eliminacjach. Jej największym sukcesem seniorskim jest drużynowe mistrzostwo świata w 2015 (z Oktawią Nowacką i Aleksandrą Skarzyńską), na tych samych zawodach zajęła także 20. miejsce indywidualnie. Na mistrzostwach Europy w 2015 zajęła 33. miejsce indywidualnie.
Na mistrzostwach świata w 2016 zajęła 14. miejsce indywidualnie i 13. miejsce drużynowo, natomiast na Igrzyskach Olimpijskich w Rio de Janeiro (2016) zajęła 18. miejsce indywidualnie.
W 2014 została mistrzynią Polski seniorek, a w sztafecie mieszanej wywalczyła brązowy medal, w 2015 i 2016 wywalczyła wicemistrzostwo Polski indywidualnie i w sztafecie mieszanej, w 2017 została ponownie mistrzynią Polski indywidualnie, broniąc tytułu również w 2018 i 2019 roku.
W 2015 trzykrotnie zajmowała miejsce w pierwszej dziesiątce Pucharu Świata (w Sarasocie, w Kairze i w Rzymie).
W 2018 roku na pierwszych Akademickich Mistrzostwach Świata w pięcioboju nowoczesnym w Budapeszcie wygrała indywidualne zawody kobiet. Rok później została brązową medalistką Światowych Igrzysk Wojskowych w Wuhan.